# Adam Turczyk
Adam Graf Turczyk, znany też jako Adam Graf (ur. 1 grudnia 1990 w Warszawie) – polski aktor i muzyk.

## Życiorys
Absolwent Wydziału Aktorskiego we Wrocławiu Akademii Sztuk Teatralnych im. Stanisława Wyspiańskiego w Krakowie. Laureat Tukana Dziennikarzy na 37. Przeglądzie Piosenki Aktorskiej we Wrocławiu (2016). Na 35. Festiwalu Szkół Teatralnych wyróżniony za role w spektaklach „Miłość” oraz „Poczekalnia sześć-dwa-zero” (2017). Związany z Teatrem Wybrzeże w Gdańsku. Szerszej publiczności jest znany z roli Jordana w filmie Wszyscy moi przyjaciele nie żyją (2020) produkcji Netflix, na potrzeby której nagrał utwór „Do rana”. Wydał  jeszcze 5 singli, w tym piosenkę „Tylko z tobą” w duecie z Martą Gałuszewską.

## Filmografia
Źródło.

### Filmy
| Rok prod. | Tytuł                                                                                           | Gatunek                          | Rola                                   |
| --------- | ----------------------------------------------------------------------------------------------- | -------------------------------- | -------------------------------------- |
| 2022      | Święta inaczej                                                                                  | komedia                          | konsultant w call center               |
| 2022      | Kryptonim Polska                                                                                | dramat                           | mężczyzna                              |
| 2021      | Jak pokochałam gangstera                                                                        | kryminał                         | Marek, brat Nikosia                    |
| 2020      | Wszyscy moi przyjaciele nie żyją                                                                | czarna komedia                   | Jordan, skomponował tam także piosenki |
| 2019      | Transfer kosmicznej energii                                                                     | komedia, sci-fi, krótkometrażowy | Radek, coach aspirujący                |
| 2018      | Miłość jest wszystkim                                                                           | komedia, świąteczny              | renifer                                |
| 2016      | Smoleńsk                                                                                        | dramat                           |                                        |
| 2015      | В далёком сорок пятом. Встречи на Эльбе (W odległym czterdziestym piątym... spotkania nad Łabą) | wojenny, dramat                  | John                                   |

### Seriale
| Rok prod. | Tytuł                | Gatunek                    | Rola                                                                                  |
| --------- | -------------------- | -------------------------- | ------------------------------------------------------------------------------------- |
| 2023      | Morderczynie         | kryminał                   | Tomek Cybulski                                                                        |
| 2023      | Mój agent            | komedia obyczajowa         | on sam (odcinek: 9)                                                                   |
| 2023      | Na wspólnej          | obyczajowy                 | Aleks Pietrow, chłopak Malwiny                                                        |
| 2022      | Powrót               | obyczajowy                 | pracownik zakładu pogrzebowego (odcinek: 1)                                           |
| 2022      | Warszawianka         | obyczajowy                 | pracownik agencji reklamowej (odcinek: 4)                                             |
| od 2022   | Na sygnale           | medyczny, paradokumentalny | ratownik Aleksander Klis                                                              |
| 2021      | Mecenas Porada       | obyczajowy                 | mecenas Nieprędki, adwokat Majchera (odcinek: 9)                                      |
| 2021      | Układ                | kryminał                   | ksiądz, sekretarz biskupa Kurzeby (odcinek: 5)                                        |
| 2020      | Bez skrupułów        | thriller, polityczny       | kasjer                                                                                |
| 2020      | Osiecka              | biograficzny               | Jerzy Markuszewski, wykonywał tam także piosenki                                      |
| 2019      | Wataha               | kryminał                   | policjant (odcinek: 16)                                                               |
| 2019      | Na sygnale           | medyczny, paradokumentalny | Maciej (odcinek: 213)                                                                 |
| 2018      | O mnie się nie martw | komedia obyczajowa         | Kamil Jurkowski                                                                       |
| 2018      | Korona królów        | historyczny                | Bogusław Pomorski (odcinki: 129-130, 136-138, 228, 233-235)                           |
| 2018      | Ślad                 | kryminał                   | Emil Ząbek, rehabilitant, informator grupy przestępczej (odc. 21 - "Wędrowna Szajka") |
| 2017      | Ultraviolet          | kryminał                   | Stefan Cybulski (odc. 5 - "Błękitny Feniks")                                          |
| 2016      | O mnie się nie martw | komedia obyczajowa         | Kuba, chłopak Martyny Górskiej                                                        |
| 2016      | Na sygnale           | medyczny, paradokumentalny | Boguś, narzeczony Łucji (odcinek: 88)                                                 |

## Dyskografia

### Single
| Rok        | Tytuł             | Udział                  | Inne                 |
| ---------- | ----------------- | ----------------------- | -------------------- |
| 2020       | Friendzone        |                         | klip                 |
| 2020       | Jestem zły        |                         | klip                 |
| 2020       | Tylko z Tobą      | feat. Marta Gałuszewska | klip                 |
| 2020       | Do rana           |                         | klip, użyto w filmie |
| 2020       | Tak to ja         |                         | klip                 |
| 2020       | To tylko przyjaźń | feat. Ad.M.a            | klip                 |
| 2020       | Kardigan          | feat. Gverilla          | klip                 |
| Gościnnie: |                   |                         |                      |
| KaeN       | Obcy              | feat. Adam Graf         | feat. Adam Graf      |
| Diho       | Olewam            | feat. Adam Graf         | feat. Adam Graf      |

## Nagrody
| Rok  | Nagroda            | Opis |
| ---- | ------------------ | --- |
| 2017 | Wyróżnienie        | za role w spektaklach „Poczekalnia sześć-dwa-zero” oraz „Miłość” na 35. Festiwalu Szkół Teatralnych w Łodzi |
| 2016 | Tukan Dziennikarzy | na 37. Przeglądzie Piosenki Aktorskiej we Wrocławiu                                                         |